# Sanfedisme
Sanfedismen (fra Santa Fede, "Hellige Tro" på italiensk) var en bevægelse, som bestod af konge- og kirketro bønder i Kongeriget Napoli under revolutionskrigene. De blev mobiliseret af kardinal Fabrizio Ruffo til kamp imod den liberale og pro-franske Parthenopæiske Republik i 1799, og deres kamp kulminerede med restaureringen af monarkiet under Ferdinand IV af Napoli. Bevægelsens fulde navn var den hellige tros hær i vor Herre Jesus Kristus (italiensk: Armata della Santa Fede in nostro Signore Gesù Cristo,  og dens medlemmer blev kaldt sanfedister (italiensk: sanfedisti).
Udtrykkene "sanfedisme" og "sanfedister" bruges undertiden mere generelt til at henvise til enhver religiøst motiveret, improviseret bondehær, der sprang op på den italienske halvø for at modstå de nyoprettede franske klientrepublikker. Udtrykkene er tilsvarende blevet brugt om og af en yderligtgående katolsk sekt i Kirkestaten, som med pavelig støtte bekæmpede liberale og revolutionære tendenser. De opnåede stor indflydelse under pave Leo 12. i 1820'erne. Under pave Gregor 16. blev de i 1831 til en væbnet milits. I Kirkestaten stod de i modsætning til de frisindede carbonari.